# Teen Angel
Teen Angel ist der Titel eines englischsprachigen Popsongs, dessen Musik und Text von dem US-amerikanischen Ehepaar Jean und Red Surrey geschrieben wurde. Gesungen von Jeans Bruder Mark Dinning wurde Teen Angel in den USA ein Nummer-eins-Hit. 

## Entstehungsgeschichte
Die Idee zur Titelzeile von Teen Angel kam Jean Surrey beim Lesen eines Magazinartikels über jugendliche Straftäter, in dem der Autor vorschlug, unbescholtene Jugendliche als „teen angels“ zu bezeichnen. Jean Surrey geb. Dinning hatte in den 1940er Jahren zusammen mit zwei ihrer Schwestern das Gesangstrio Dining Sisters gegründet, das mit dem Song Buttons and Bows einen Millionenseller erreichte. Jeans Text handelt von einer tragischen Geschichte, in der ein Teen Angel von ihrem Freund aus einem auf den Eisenbahnschienen stehenden Auto gezogen wird. Als sie versucht, noch ihren Highschool-Ring aus dem Auto zu holen, wird sie überrollt. Der Text reihte sie sich in Kategorie der Death-Disc-Songs ein, deren morbider Inhalt eine Modeerscheinung in den USA der späten 1950er und frühen 1960er Jahre war. 

## MGM-Aufnahme
Jean Surrey überredete ihren neun Jahre jüngeren Bruder Mark Dinning, Teen Angel auf Platte aufzunehmen. Mark war seit 1957 bei der Plattenfirma MGM Records unter Vertrag, hatte bisher aber keinen erfolgreichen Song veröffentlichen können. Am 15. Oktober 1959 nahm Dinning den Titel Teen Angel unter Leitung des Produzenten Jim Vinneau im Nashviller Bradley Film & Recording Studio auf. MGM brachte Teen Angel zusammen mit dem Titel Bye Now Baby im Dezember 1959 mit der Katalognummer 12845 in die amerikanischen Plattenläden. Zunächst boykottierten zahlreiche Radiostationen den Titel Teen Angel als Death Disc, erst als ein Chicagoer Diskjockey als erster den Song ins Radio brachte, gelang der Durchbruch. Am 21. Dezember erschien Teen Angel erstmals in den Hot 100 des US-Musikmagazins Billbord, und am 8. Februar 1960 erreichte der Titel Platz eins der Hot 100. Den Spitzenplatz behauptete Mark Dinning zwei Wochen lang und hielt sich mit Teen Angel insgesamt 18 Wochen in den Hot 100. Der Song wurde 3,5 Millionen Mal verkauft und wurde mit einer Goldenen Schallplatte ausgezeichnet. 
Unter der Katalognummer 1053 vertrieb MGM eine Single mit Mark Dinnings Teen Angel auch in Großbritannien. Die Presse reagierte darauf mit der Schlagzeile „Blood Runs in the Grooves (Blut rinnt durch die Rillen)“, der Titel geriet auf den Index und wurde im Radio nicht gespielt. Trotzdem wurde Teen Angel vom Musikmagazin New Musical Express registriert, erhielt aber nur Platz 28 als Höchstwert. Weiter erschien Teen Angel auf MGM unter anderem in Deutschland, in den Niederlanden, in Norwegen, Kanada, Australien und Neuseeland. 1973 feierte Mark Dinning mit Teen Angel ein spätes Comeback, als er mit seinem Erfolgssong in dem Film American Graffiti auftrat. 

## Coverversionen
Trotz des britischen Bannstrahls erschienen auf der Insel zwei weitere zeitnahe Versionen von Teen Angel mit Garry Mills (Top Rank) und Alex Murray alias Alex Wharton (Decca). In Deutschland produzierte Polydor eine Version mit einem deutschen Text von Ralph Maria Siegel unter dem Titel Blondengel, gesungen von Tino Albertini. In den USA erschien 1962 eine Coverversion mit Dickey Lee auf dessen Langspielplatte The Tale of Patches.

## Nachweise
1. ↑  Fred Bronson: The Billboard Book of Number One Hits. Billboard Publications, New York 1992, 3. Auflage, ISBN 0-8230-8298-9, S. 65